# Лутовинівка (Воронезька область)
Лутовинівка (рос. Лутовиновка) — присілок у Новоусманському районі Воронезької області Російської Федерації.
Населення становить 9 осіб (2010). Входить до складу муніципального утворення Тимирязевське сільське поселення.

## Історія
Населений пункт розташований у історичному регіоні Чорнозем'я. Від 1929 року належить до Новоусманського району, спочатку в складі Центрально-Чорноземної області, а від 1934 року — Воронезької області.
Згідно із законом від 15 жовтня 2004 року входить до складу муніципального утворення Тимирязевське сільське поселення.

## Населення
| 2008 | 2010 |
| ---- | ---- |
| 0    | ↗9   |